# Entomoculiini
Tribu
Les Entomoculiini forment une tribu de coléoptères de la famille des Staphylinidae et de la sous-famille des Leptotyphlinae.

## Genres
Allotyphlus - 
Cyrtotyphlus - 
Entomoculias - 
Mesotyphluss - 
Neocyrtotyphlus - 
Paratyphlus